# Nati nel 1162
| Questa pagina contiene informazioni ricavate automaticamente dalle voci biografiche con l'ausilio del template Bio e di un bot. L'aggiornamento è periodico e automatico e ricostruisce completamente la pagina. Se manca una persona in questa lista, sei pregato di non aggiungerla, ma accertati piuttosto che la sua voce biografica contenga il template Bio e che i dati anagrafici siano correttamente compilati. Se il template Bio manca, inseriscilo tu stesso o, in alternativa, metti l'avviso {{tmp\|Bio}} che ne segnala la mancanza. Se i dati riportati sono sbagliati, correggi direttamente la voce biografica; le modifiche saranno visibili in questa lista entro pochi giorni. Per chiarimenti vedi il progetto biografie. La lista contiene solo le 9 persone che sono citate nell'enciclopedia e per le quali è stato implementato correttamente il template Bio. Pagina aggiornata al 10 ago 2025. |

- 11 marzo - Teodorico I di Meißen, nobile tedesco († 1221)
- 16 aprile - Gengis Khan, condottiero mongolo († 1227)
- 13 ottobre - Eleonora d'Inghilterra, regina († 1214)
- ʿAbd al-Laṭīf al-Baghdādī, medico, storico e egittologo iracheno († 1231)
- Anna di Zähringen, nobile tedesca († 1226)
- Geoffrey FitzPeter, I conte di Essex, politico britannico († 1213)
- Fujiwara no Teika, poeta giapponese († 1241)
- Gebre Mesqel Lalibela, imperatore etiope († 1221)
- Ranieri del Monferrato, nobile italiano († 1183)